# 카자흐스탄 축구 국가대표팀
카자흐스탄 축구 국가대표팀(카자흐어: Қазақстан Ұлттық футбол құрама командасы, 러시아어: Сбо́рная Казахста́на по футбо́лу)은 카자흐스탄을 대표하는 축구 국가대표팀으로 카자흐스탄 축구 연맹에서 관리하며 현재 UEFA에서 최근 들어 기량이 올라오고 있는 팀이기도 하다. 1994년 4월 11일 타지키스탄과의 친선 경기를 통해 국제 A매치 데뷔전을 치렀으며 홈 구장으로는 아스타나 아레나를 사용하고 있다.

## 개요
카자흐스탄은 본래 AFC 소속이었으나 과거 구 소련 영향력 밑에 있었던 정치적인 영향으로 인해 2002년부터 유럽 축구 연맹으로 편입되어 현재에 이르고 있으며 아울러 중앙아시아 국가 가운데 UEFA에 소속된 유일무이한 팀이다.

## 국제 대회 경력

### FIFA 월드컵
월드컵 본선 경험은 현재까지 전무하며 다만 아시아 축구 연맹 시절이던 1998년 FIFA 월드컵 아시아 지역 예선 1라운드에서 4전 전승 9조 1위로 최종 예선에 오르며 카자흐스탄 축구 역사상 월드컵 지역 예선 최고 성적을 남겼고 2002년 FIFA 월드컵 아시아 지역 예선에서는 4승 2무를 기록했는데 이는 카자흐스탄 축구가 유일하게 거둔 예선 무패 기록이다.

### AFC 아시안컵
출전한 2번의 아시안컵 예선 가운데 2000년 AFC 아시안컵 예선에서 3승 1패를 기록했고 이 과정에서 8골을 터뜨리는 등 나쁘지 않은 성적을 거두긴 했지만 본선 진출과는 거리가 멀었으며 2002년 이후 유럽 축구 연맹으로 넘어가면서 더 이상 아시안컵에는 출전할 수가 없다.

### 아시안 게임
아시안 게임 출전은 1998년 대회가 유일하며 이 대회에서 16강에 오른 전적이 있지만 2002년 이후 UEFA로 넘어가면서 더 이상 카자흐스탄의 아시안 게임 기록은 존재하지 않는다. 

### UEFA 유럽 축구 선수권 대회
UEFA로 편입된 이후 UEFA 유로 2008 예선부터 현재까지 예선에 꾸준히 참가하고 있으며 특히 UEFA 유로 2024 예선 H조 10경기에서 6승 4패·조 4위로 사상 첫 메이저 대회 예선 플레이오프 진출에 성공하며 카자흐스탄 축구 역사상 유로 대회 예선 최고 성적을 거두었다.

### UEFA 네이션스리그

#### 2018-19년 리그 D
유럽 네이션스리그 첫 시즌 리그 D에 편입된 카자흐스탄은 1조에서 조지아, 안도라, 라트비아를 상대로 6경기 1승 3무 2패·조 2위를 기록하며 조 1위인 조지아와 함께 차기 시즌 리그 C 승격 티켓을 거머쥐었다.

#### 2020-21년 리그 C
리그 C 승격을 확정한 후 카자흐스탄은 리투아니아, 벨라루스, 알바니아와 함께 4조에 편성되어 첫 경기에서 리투아니아를 2-0으로 꺾었음에도 이후 5경기에서 1무 4패에 그치며 강등 플레이아웃으로 밀려났지만 몰도바와의 플레이아웃에서 1·2차전 합계 2-2로 비긴 후 승부차기에서 5-4의 신승을 거두며 가까스로 리그 C 잔류에 성공했다.

#### 2022-23년 리그 C
2022-23 시즌 리그 C에서 슬로바키아, 벨라루스, 아제르바이잔을 상대로 6경기 4승 1무 1패·3조 1위로 UEFA 주관 대회 역대 최고 성적을 거두며 차기 시즌 리그 B 승격에 성공했다.

## FIFA 월드컵 (본선)
| 년도   | 결과          | 순위          | 경기          | 승            | 무*           | 패            | 득점          | 실점          | 승점          |
| ------ | ------------- | ------------- | ------------- | ------------- | ------------- | ------------- | ------------- | ------------- | ------------- |
| 1930년 | 소련으로 참가 | 소련으로 참가 | 소련으로 참가 | 소련으로 참가 | 소련으로 참가 | 소련으로 참가 | 소련으로 참가 | 소련으로 참가 | 소련으로 참가 |
| 1934년 | 소련으로 참가 | 소련으로 참가 | 소련으로 참가 | 소련으로 참가 | 소련으로 참가 | 소련으로 참가 | 소련으로 참가 | 소련으로 참가 | 소련으로 참가 |
| 1938년 | 소련으로 참가 | 소련으로 참가 | 소련으로 참가 | 소련으로 참가 | 소련으로 참가 | 소련으로 참가 | 소련으로 참가 | 소련으로 참가 | 소련으로 참가 |
| 1950년 | 소련으로 참가 | 소련으로 참가 | 소련으로 참가 | 소련으로 참가 | 소련으로 참가 | 소련으로 참가 | 소련으로 참가 | 소련으로 참가 | 소련으로 참가 |
| 1954년 | 소련으로 참가 | 소련으로 참가 | 소련으로 참가 | 소련으로 참가 | 소련으로 참가 | 소련으로 참가 | 소련으로 참가 | 소련으로 참가 | 소련으로 참가 |
| 1958년 | 소련으로 참가 | 소련으로 참가 | 소련으로 참가 | 소련으로 참가 | 소련으로 참가 | 소련으로 참가 | 소련으로 참가 | 소련으로 참가 | 소련으로 참가 |
| 1962년 | 소련으로 참가 | 소련으로 참가 | 소련으로 참가 | 소련으로 참가 | 소련으로 참가 | 소련으로 참가 | 소련으로 참가 | 소련으로 참가 | 소련으로 참가 |
| 1966년 | 소련으로 참가 | 소련으로 참가 | 소련으로 참가 | 소련으로 참가 | 소련으로 참가 | 소련으로 참가 | 소련으로 참가 | 소련으로 참가 | 소련으로 참가 |
| 1970년 | 소련으로 참가 | 소련으로 참가 | 소련으로 참가 | 소련으로 참가 | 소련으로 참가 | 소련으로 참가 | 소련으로 참가 | 소련으로 참가 | 소련으로 참가 |
| 1974년 | 소련으로 참가 | 소련으로 참가 | 소련으로 참가 | 소련으로 참가 | 소련으로 참가 | 소련으로 참가 | 소련으로 참가 | 소련으로 참가 | 소련으로 참가 |
| 1978년 | 소련으로 참가 | 소련으로 참가 | 소련으로 참가 | 소련으로 참가 | 소련으로 참가 | 소련으로 참가 | 소련으로 참가 | 소련으로 참가 | 소련으로 참가 |
| 1982년 | 소련으로 참가 | 소련으로 참가 | 소련으로 참가 | 소련으로 참가 | 소련으로 참가 | 소련으로 참가 | 소련으로 참가 | 소련으로 참가 | 소련으로 참가 |
| 1986년 | 소련으로 참가 | 소련으로 참가 | 소련으로 참가 | 소련으로 참가 | 소련으로 참가 | 소련으로 참가 | 소련으로 참가 | 소련으로 참가 | 소련으로 참가 |
| 1990년 | 소련으로 참가 | 소련으로 참가 | 소련으로 참가 | 소련으로 참가 | 소련으로 참가 | 소련으로 참가 | 소련으로 참가 | 소련으로 참가 | 소련으로 참가 |
| 1994년 | 없음          | 없음          | 없음          | 없음          | 없음          | 없음          | 없음          | 없음          | 없음          |
| 1998년 | 예선 탈락     | 예선 탈락     | 예선 탈락     | 예선 탈락     | 예선 탈락     | 예선 탈락     | 예선 탈락     | 예선 탈락     | 예선 탈락     |
| 2002년 | 예선 탈락     | 예선 탈락     | 예선 탈락     | 예선 탈락     | 예선 탈락     | 예선 탈락     | 예선 탈락     | 예선 탈락     | 예선 탈락     |
| 2006년 | 예선 탈락     | 예선 탈락     | 예선 탈락     | 예선 탈락     | 예선 탈락     | 예선 탈락     | 예선 탈락     | 예선 탈락     | 예선 탈락     |
| 2010년 | 예선 탈락     | 예선 탈락     | 예선 탈락     | 예선 탈락     | 예선 탈락     | 예선 탈락     | 예선 탈락     | 예선 탈락     | 예선 탈락     |
| 2014년 | 예선 탈락     | 예선 탈락     | 예선 탈락     | 예선 탈락     | 예선 탈락     | 예선 탈락     | 예선 탈락     | 예선 탈락     | 예선 탈락     |
| 2018년 | 예선 탈락     | 예선 탈락     | 예선 탈락     | 예선 탈락     | 예선 탈락     | 예선 탈락     | 예선 탈락     | 예선 탈락     | 예선 탈락     |
| 합계   |               |               |               |               |               |               |               |               |               |

## FIFA 월드컵 (예선)
| 1930년 | 소련으로 참가                             | 소련으로 참가                             | 소련으로 참가                             | 소련으로 참가                             | 소련으로 참가                             | 소련으로 참가                             | 소련으로 참가                             |                                           |                                           |
| 1934년 | 소련으로 참가                             | 소련으로 참가                             | 소련으로 참가                             | 소련으로 참가                             | 소련으로 참가                             | 소련으로 참가                             | 소련으로 참가                             |                                           |                                           |
| 1938년 | 소련으로 참가                             | 소련으로 참가                             | 소련으로 참가                             | 소련으로 참가                             | 소련으로 참가                             | 소련으로 참가                             | 소련으로 참가                             |                                           |                                           |
| 1950년 | 소련으로 참가                             | 소련으로 참가                             | 소련으로 참가                             | 소련으로 참가                             | 소련으로 참가                             | 소련으로 참가                             | 소련으로 참가                             |                                           |                                           |
| 1954년 | 소련으로 참가                             | 소련으로 참가                             | 소련으로 참가                             | 소련으로 참가                             | 소련으로 참가                             | 소련으로 참가                             | 소련으로 참가                             |                                           |                                           |
| 1958년 | 소련으로 참가                             | 소련으로 참가                             | 소련으로 참가                             | 소련으로 참가                             | 소련으로 참가                             | 소련으로 참가                             | 소련으로 참가                             |                                           |                                           |
| 1962년 | 소련으로 참가                             | 소련으로 참가                             | 소련으로 참가                             | 소련으로 참가                             | 소련으로 참가                             | 소련으로 참가                             | 소련으로 참가                             |                                           |                                           |
| 1966년 | 소련으로 참가                             | 소련으로 참가                             | 소련으로 참가                             | 소련으로 참가                             | 소련으로 참가                             | 소련으로 참가                             | 소련으로 참가                             |                                           |                                           |
| 1970년 | 소련으로 참가                             | 소련으로 참가                             | 소련으로 참가                             | 소련으로 참가                             | 소련으로 참가                             | 소련으로 참가                             | 소련으로 참가                             |                                           |                                           |
| 1974년 | 소련으로 참가                             | 소련으로 참가                             | 소련으로 참가                             | 소련으로 참가                             | 소련으로 참가                             | 소련으로 참가                             | 소련으로 참가                             |                                           |                                           |
| 1978년 | 소련으로 참가                             | 소련으로 참가                             | 소련으로 참가                             | 소련으로 참가                             | 소련으로 참가                             | 소련으로 참가                             | 소련으로 참가                             |                                           |                                           |
| 1982년 | 소련으로 참가                             | 소련으로 참가                             | 소련으로 참가                             | 소련으로 참가                             | 소련으로 참가                             | 소련으로 참가                             | 소련으로 참가                             |                                           |                                           |
| 1986년 | 소련으로 참가                             | 소련으로 참가                             | 소련으로 참가                             | 소련으로 참가                             | 소련으로 참가                             | 소련으로 참가                             | 소련으로 참가                             |                                           |                                           |
| 1990년 | 소련으로 참가                             | 소련으로 참가                             | 소련으로 참가                             | 소련으로 참가                             | 소련으로 참가                             | 소련으로 참가                             | 소련으로 참가                             |                                           |                                           |
| 1994년 | 없음                                      | 없음                                      | 없음                                      | 없음                                      | 없음                                      | 없음                                      | 없음                                      |                                           |                                           |
| 1998년 | 12                                        | 5                                         | 3                                         | 4                                         | 22                                        | 21                                        | 18                                        |                                           |                                           |
| 2002년 | 6                                         | 4                                         | 2                                         | 0                                         | 20                                        | 2                                         | 14                                        |                                           |                                           |
| 2006년 | 12                                        | 0                                         | 1                                         | 11                                        | 6                                         | 29                                        | 1                                         |                                           |                                           |
| 2010년 | 10                                        | 2                                         | 0                                         | 8                                         | 11                                        | 29                                        | 6                                         |                                           |                                           |
| 2014년 | 10                                        | 1                                         | 2                                         | 7                                         | 6                                         | 21                                        | 5                                         |                                           |                                           |
| 2018년 | 10                                        | 0                                         | 3                                         | 7                                         | 6                                         | 26                                        | 3                                         |                                           |                                           |
| 합계   | 60                                        | 12                                        | 11                                        | 37                                        | 71                                        | 128                                       | 47                                        |                                           |                                           |
| 순위   | 월드컵 예선 승점 순위 : 124위 (유럽 43위) | 월드컵 예선 승점 순위 : 124위 (유럽 43위) | 월드컵 예선 승점 순위 : 124위 (유럽 43위) | 월드컵 예선 승점 순위 : 124위 (유럽 43위) | 월드컵 예선 승점 순위 : 124위 (유럽 43위) | 월드컵 예선 승점 순위 : 124위 (유럽 43위) | 월드컵 예선 승점 순위 : 124위 (유럽 43위) | 월드컵 예선 승점 순위 : 124위 (유럽 43위) | 월드컵 예선 승점 순위 : 124위 (유럽 43위) |

## 대륙간컵 기록

### AFC 아시안컵
- 1956년 ~ 1992년 - 불참 (소련의 일원)
- 1996년 ~ 2000년 - 예선 탈락
- 2004년 이후 - 불참 (유럽 축구 연맹에 편입)

#### AFC 아시안컵 (예선)
| AFC 아시안컵 예선 기록 | AFC 아시안컵 예선 기록 | AFC 아시안컵 예선 기록 | AFC 아시안컵 예선 기록 | AFC 아시안컵 예선 기록 | AFC 아시안컵 예선 기록 | AFC 아시안컵 예선 기록 | AFC 아시안컵 예선 기록 |
| 년도                   | 경기                   | 승                     | 무*                    | 패                     | 득점                   | 실점                   | 승점                   |
| ---------------------- | ---------------------- | ---------------------- | ---------------------- | ---------------------- | ---------------------- | ---------------------- | ---------------------- |
| 1992년 이전            | 없음(소련의 일원)      | 없음(소련의 일원)      | 없음(소련의 일원)      | 없음(소련의 일원)      | 없음(소련의 일원)      | 없음(소련의 일원)      | 없음(소련의 일원)      |
| 1996년                 | 4                      | 1                      | 0                      | 3                      | 1                      | 6                      | 3                      |
| 2000년                 | 4                      | 3                      | 0                      | 1                      | 8                      | 3                      | 9                      |
| 2004년                 | 비회원국(UEFA 일원)    | 비회원국(UEFA 일원)    | 비회원국(UEFA 일원)    | 비회원국(UEFA 일원)    | 비회원국(UEFA 일원)    | 비회원국(UEFA 일원)    | 비회원국(UEFA 일원)    |
| 2007년                 | 비회원국(UEFA 일원)    | 비회원국(UEFA 일원)    | 비회원국(UEFA 일원)    | 비회원국(UEFA 일원)    | 비회원국(UEFA 일원)    | 비회원국(UEFA 일원)    | 비회원국(UEFA 일원)    |
| 2011년                 | 비회원국(UEFA 일원)    | 비회원국(UEFA 일원)    | 비회원국(UEFA 일원)    | 비회원국(UEFA 일원)    | 비회원국(UEFA 일원)    | 비회원국(UEFA 일원)    | 비회원국(UEFA 일원)    |
| 2015년                 | 비회원국(UEFA 일원)    | 비회원국(UEFA 일원)    | 비회원국(UEFA 일원)    | 비회원국(UEFA 일원)    | 비회원국(UEFA 일원)    | 비회원국(UEFA 일원)    | 비회원국(UEFA 일원)    |
| 합계                   | 8                      | 4                      | 0                      | 4                      | 9                      | 9                      | 12                     |

## UEFA 유럽 축구 선수권 대회
- 1960년 ~ 1992년 - 소련으로 참가
- 1996년 ~ 2004년 - 불참 (아시아 축구 연맹 소속이었음)
- 2008년 ~ 2020년 - 예선 탈락

### UEFA 유럽 축구 선수권 대회 (예선)
| 1992년 이전 | 소련으로 참가              | 소련으로 참가              | 소련으로 참가              | 소련으로 참가              | 소련으로 참가              | 소련으로 참가              | 소련으로 참가              |                            |                            |
| 1996년      | 비회원국(AFC 회원)         | 비회원국(AFC 회원)         | 비회원국(AFC 회원)         | 비회원국(AFC 회원)         | 비회원국(AFC 회원)         | 비회원국(AFC 회원)         | 비회원국(AFC 회원)         |                            |                            |
| 2000년      | 비회원국(AFC 회원)         | 비회원국(AFC 회원)         | 비회원국(AFC 회원)         | 비회원국(AFC 회원)         | 비회원국(AFC 회원)         | 비회원국(AFC 회원)         | 비회원국(AFC 회원)         |                            |                            |
| 2004년      | 없음                       | 없음                       | 없음                       | 없음                       | 없음                       | 없음                       | 없음                       |                            |                            |
| 2008년      | 14                         | 2                          | 4                          | 8                          | 11                         | 21                         | 10                         |                            |                            |
| 2012년      | 10                         | 1                          | 1                          | 8                          | 6                          | 24                         | 4                          |                            |                            |
| 2016년      | 10                         | 1                          | 2                          | 7                          | 7                          | 18                         | 5                          |                            |                            |
| 2020년      | 10                         | 3                          | 1                          | 6                          | 13                         | 17                         | 10                         |                            |                            |
| 합계        | 44                         | 7                          | 8                          | 29                         | 37                         | 80                         | 29                         |                            |                            |
| 순위        | 유로 예선 승점 순위 : 52위 | 유로 예선 승점 순위 : 52위 | 유로 예선 승점 순위 : 52위 | 유로 예선 승점 순위 : 52위 | 유로 예선 승점 순위 : 52위 | 유로 예선 승점 순위 : 52위 | 유로 예선 승점 순위 : 52위 | 유로 예선 승점 순위 : 52위 | 유로 예선 승점 순위 : 52위 |

## 아시안 게임
| 년도        | 결과                     | 순위                     | 경기                     | 승                       | 무*                      | 패                       | 득점                     | 실점                     | 승점                     |
| ----------- | ------------------------ | ------------------------ | ------------------------ | ------------------------ | ------------------------ | ------------------------ | ------------------------ | ------------------------ | ------------------------ |
| 1994년      | 불참                     | 불참                     | 불참                     | 불참                     | 불참                     | 불참                     | 불참                     | 불참                     | 불참                     |
| 1998년      | 16강                     | 10위                     | 5                        | 2                        | 1                        | 2                        | 8                        | 6                        | 7                        |
| 2002년 이후 | UEFA(유럽 축구연맹) 소속 | UEFA(유럽 축구연맹) 소속 | UEFA(유럽 축구연맹) 소속 | UEFA(유럽 축구연맹) 소속 | UEFA(유럽 축구연맹) 소속 | UEFA(유럽 축구연맹) 소속 | UEFA(유럽 축구연맹) 소속 | UEFA(유럽 축구연맹) 소속 | UEFA(유럽 축구연맹) 소속 |
| 합계        | 1회 출전(1/2)            | 16강(1회)                | 5                        | 2                        | 1                        | 2                        | 8                        | 6                        | 7                        |

## 주요 선수
- 세르히 말리
- 드미트리 숌코
- 가푸르잔 수윰바예프
- 바우이르잔 이슬람한
- 알렉세이 슈촛킨
- 이슬람벡 쿠아트
- 유리 록비넨코
- 바흐티요르 자이누트디노프

## 역대 감독
| 감독                    | 임기        |
| ----------------------- | ----------- |
| 베른트 슈토르크         | 2008 ~ 2010 |
| 미할 빌레크             | 2019 ~ 2020 |
| 스타니슬라프 체르체소프 | 2024 ~      |

## 같이 보기
- 카자흐스탄의 축구